# Burg Pfieffe
Die Burg Pfieffe, sehr wahrscheinlich identisch mit der 1463 als wüst bezeichneten Kemenate Gozenwinden, ist eine verschwundene kleine Burganlage in der Gemarkung von Pfieffe, einem Stadtteil von Spangenberg im nordhessischen Schwalm-Eder-Kreis. Der im Jahr 1114 erstmals urkundlich erwähnte Ort Gotswende (Gozenwinden) lag wohl an bzw. um diese Stelle und wurde 1513 als wüst bezeichnet.

## Geographie
Es handelte sich vermutlich um eine kleine Motte oder Turmhügelburg, möglicherweise auch nur um einen Wehrspeicher – gesicherte Informationen dazu gibt es nicht – etwa 1,8 km südöstlich von Pfieffe auf 342 m Höhe am westlichen Ufer der nordwärts zur Pfieffe fließenden Dürren Pfieffe. Dort befindet sich heute ein Wiesengelände mit eingezäunter Pferdekoppel unweit südöstlich des 1931 errichteten Gutshofs Klaushof. Die dortigen Flurbezeichnungen „Schlossküppel“ und „Schlosswiesen“ erinnern an eine ehemals dort befindliche befestigte Anlage. Wer die Burg erbaute, ist bisher nicht bekannt.

## Der Burgstall
Der Burgstall zeichnet sich heute im Gelände als fast quadratisches Areal von ca. 20 m (SW nach NO) auf 18 m (SO nach NW) ab. Der Bau war auf allen Seiten von einem 2–3 m breiten und 0,50 m tiefen Graben umgeben; auf der dem Bach Dürre Pfieffe zugewandten Nordostseite bildet die Begrenzung zwischen Burggraben und Bach nur eine schmale Geländekante. Es sind keine Spuren der Innenbebauung mehr erkennbar. Der ehedem an der Burgstelle befindliche flache Hügel wurde bereits in den 1880er Jahren abgetragen, und die Reste des Burggrabens wurden in den 1970er Jahren größtenteils verfüllt. Eine Begehung erbrachte 1987 keine Funde.